# Герман Шляйнгеге
Герман Шляйнгеге (нім. Hermann Schleinhege; 12 лютого 1916, Ессен — 11 березня 2014, Зост) — німецький льотчик-ас винищувальної авіації, лейтенант люфтваффе. Кавалер Лицарського хреста Залізного хреста.

## Біографія
Після закінчення льотної школи зарахований в 3-ю винищувальну ескадру. Учасник Німецько-радянської війни. Потім переведений в штабну, а наприкінці 1944 року — у 8-у ескадрилью 54-ї винищувальної ескадри.
Всього за час бойових дій здійснив 484 бойові вильоти і збив 97 радянських літаків, в тому числі 38 Іл-2.

## Нагороди
- Нагрудний знак пілота
- Залізний хрест 2-го і 1-го класу
- Німецький хрест в золоті (20 березня 1944)
- Лицарський хрест Залізного хреста (28 січня 1945) — за 90 перемог.
- Авіаційна планка винищувача в золоті